# Masz na imię Justine
Masz na imię Justine é um filme de drama luxemburguês de 2006 dirigido e escrito por Franco de Peña. Foi selecionado como representante de Luxemburgo à edição do Oscar 2007, organizada pela Academia de Artes e Ciências Cinematográficas.

## Elenco
- Anna Cieslak
- Arno Frisch
- Rafal Mackowiak
- Mathieu Carrière
- Dominique Pinon